# Wilhelmstal (Leichlingen)
Wilhelmstal ist eine Hofschaft in der Stadt Leichlingen (Rheinland) im Rheinisch-Bergischen Kreis.

## Lage und Beschreibung
Wilhelmstal liegt an der Landesstraße L294 südwestlich von Witzhelden, anders als der Name impliziert, oben auf einen Höhenzug zwischen den Tälern des Wersbachs und des Weltersbachs, der hier im Oberlauf auch Krähwinkeler Bach genannt wird. Südlich von dem Ort entspringt der Windfocher Bach, ein Zufluss des Wersbachs. Nachbarorte sind neben Witzhelden Krähwinkel, Neukrähwinkel, Richtershof, Windfoche, Tirol, Krabbenhäuschen, Schneppenpohl, Metzholz, Schüddig, Sieferhof, Holzerhof, Ufer, Wersbach, Eichen auf Leichlinger und Paffenlöh, Ober- und Unterwietsche auf Burscheider Stadtgebiet. Abgegangen ist Wiedenbach.
Auf den nördlichen Seite der Landesstraße L294 entstand gegenüber Wilhelmstal mit Neukrähwinkel eine Siedlung mit Einfamilienhäusern.

## Geschichte
Der Ort entstand erst gegen Ende des 19. Jahrhunderts in der Bürgermeisterei Witzhelden. Im Gemeindelexikon für die Provinz Rheinland werden 1905 ein Wohnhaus mit vier Einwohnern angegeben.
Am 1. Januar 1975 wurde die Gemeinde Witzhelden mit Wilhelmstal in Leichlingen eingemeindet.